# Yoshi's Woolly World
Yoshi's Woolly World är ett sidscrollande plattformsspel utvecklad av Good-Feel och utgivet av Nintendo till Wii U. Spelet är den sjunde i Yoshi-serien av datorspel och den första hemkonsoltiteln i serien sedan Yoshi's Story från 1997. Spelet släpptes internationellt 2015. En utgåva till Nintendo 3DS, betitlad Poochy & Yoshi's Woolly World, släpptes internationellt i början av 2017.